# 慈眼寺 (飛騨市)
慈眼寺（じげんじ）は岐阜県飛騨市古川町袈裟丸にある曹洞宗の寺院。馬頭観音を本尊として祀り、飛騨三十三観音霊場14番札所として知られる。
かつて飛騨国にあった大寺、宮谷寺跡にあった観音堂を素玄寺の6世住持、竹翁融存が曹洞宗の寺として再興した。本尊の馬頭観音はもと平泉寺にあったと伝わる由緒のあるもので、後に宮谷寺に移されてから同寺が廃寺になった際に慈眼寺に納められたと伝わる。
5世住持の題柱和尚が祈願の旅で西国を訪れた際に大和国の寺から持ち帰ったという桜の木が境内に植えられており、鎮護桜と呼ばれて岐阜県の天然記念物に指定されている。